# Matthias Hamrol
Matthias Hamrol (Troisdorf, 31 dicembre 1993) è un ex calciatore tedesco, di ruolo portiere.

## Carriera
Dopo aver militato nelle serie inferiori del calcio tedesco, nel 2017 si è trasferito in Polonia, al Korona Kielce. Ha esordito in Ekstraklasa il 7 aprile 2018 disputando l'incontro pareggiato 1-1 contro lo Śląsk Breslavia.
Nel mercato estivo del 2019 si è trasferito in Eredivisie, all'Emmen.